# Charles van Rooy
Charles Joan Marie Adriaan van Rooy (Rotterdam, 23 januari 1912 – Hilversum, 1 augustus 1996) was een Nederlands politicus.
Van Rooy was een KVP-bestuurder en bewindsman. Hij begon een burgemeestersloopbaan in Hontenisse, waar hij door de Duitsers op 22 januari 1944 ontslagen werd, waarna hij moest onderduiken. Hij keerde in november 1944 terug. Na burgemeesterschap in Etten-Leur, Venlo en Eindhoven werd hij vrij onverwacht - en zonder dat hij specifieke kennis van het beleidsterrein had - minister van Sociale Zaken in het kabinet-De Quay. Daarbij speelde vooral zijn vriendschap met partijgenoot De Quay een rol. Hij mislukte geheel in die functie en trad, nadat zijn voorstellen over de kinderbijslag kritisch waren ontvangen, al na twee jaar af. Hij werd vervolgens burgemeester van Heerlen en daarna commissaris van de Koningin ("Gouverneur") in Limburg. De vestiging van de Limburgse universiteit, die de door mijnsluitingen geplaagde provincie nieuwe impulsen moest geven, geldt als een van zijn grote verdiensten.
Van Rooy was Ridder in de Orde van de Nederlandse Leeuw (12 juli 1961), Commandeur in de Orde van Oranje-Nassau (29 april 1971), Groot Officier in de Orde van Oranje-Nassau (24 januari 1977) en drager van de Gouden Jacobsstaf (23 april 1955) van de Katholieke Verkenners.
Van Rooy werd geboren als zoon van Adrianus Henricus Marie Josephus van Rooy en Emma Léonie Caroline Hubertine Canoy. In september 1939 trouwde hij te Amsterdam met Marie Jacqueline Müller. Hij was de vader van oud-staatssecretaris Yvonne van Rooy.
- Biografisch Portaal: 59702769
- Gemeinsame Normdatei: 1272930858
- International Standard Name Identifier: 0000 0003 9684 6424
- Nederlandse Thesaurus van Auteursnamen: 069529787
- Parlement.com: vg09llhv9pyp
- Virtual International Authority File: 291890103
- WorldCat: E39PBJjRWbFqqXj8jQcRRtMkjC

1. ↑  Dagblad voor Noord-Limburg, 25 april 1955